# Milano, Texas
Milano là một thành phố thuộc quận Milam, tiểu bang Texas, Hoa Kỳ. Năm 2010, dân số của xã này là 428 người.

## Dân số
- Dân số năm 2000: 400 người.
- Dân số năm 2010: 428 người.